# بهاء روندا
بهاء روندا أو  بهاء الروندة (1974، الرباط)، مغنية مغربية  للأغنية الأندلسية المغربية ومختصة في الطرب الغرناطي. نشأت وسط عائلة مهتمة بالحفاظ على التراث الأندلسي، فالاسم العائلي روندا هو النطق الإسباني Ronda لمدينة رندة الأندلسية، وهي ألقاب حملها الموريسكيون معهم للمغرب. تتلمذت بهاء على يد الحاج أحمد بيرو، وانطلق مشوارها الفني برفقة جوق شباب الأندلس التي يترأسها الأستاذ أمين دبي، الذين أحيت معهم العديد من المهرجانات الوطنية والدولية فذاع سيطها في مهرجان الطرب الغرناطي بوجدة ومهرجان الموسيقى الروحية بفاس.
وقدمت بهاء الروندا العديد من السهرات على نمط فن المطروز رفقة اليهودية الفرنسية فرانسواز أطلان، وهو فن يتميز بغناء بيت من طرب الآلة بالعربية وآخر بالعبرية.